# Abengo Airborne Cops
Pour plus de détails, voir Fiche technique et Distribution.
Abengo Airborne Cops (아벤고 공수군단, Abenko gongsugundan) est un film sud-coréen réalisé par Im Kwon-taek, sorti en 1982.

## Synopsis
Le général Douglas MacArthur envoie le bataillon des Abengo Airborne Corps à Wonsan sous la direction du colonel Koh. Les pertes sont lourdes et le colonel demande la retraite. Alors, il se rend compte qu'ils servent de diversion pour détourner des troupes nordistes de la bataille d'Incheon.

## Fiche technique
- Titre : Abengo Airborne Cops
- Titre original : 아벤고 공수군단 (Abenko gongsugundan)
- Réalisation : Im Kwon-taek
- Scénario : Kim Kang-yun et Yu Yang-woo
- Musique : Hwang Mun-pyeong
- Photographie : Son Hyun-chae
- Montage : Kim Hui-su et Arthur Bergman
- Production : Jung Jin-woo
- Société de production : Woo-jin Films
- Pays :  Corée du Sud
- Genre : Guerre
- Durée : 136 minutes
- Dates de sortie : 
  -  Corée du Sud : 1er mai 1982

## Distribution
- Shin Il-ryong
- Kim Hee-ra
- Yun Jung-hee
- Won Namkung
- Vic Morrow
- Martha Smith (en): le major Benpole
- Sherman « Big Train » Bergman : le béret vert (non crédité)

## Distinctions
Le film a remporté plusieurs prix dans le cadre des Grand Bell Awards 1982 notamment pour ses effets sonores.